# Plaque d'immatriculation luxembourgeoise
La plaque d'immatriculation luxembourgeoise (en luxembourgeois : Nummereschëld) est l'un des éléments du dispositif permettant l'identification d'un véhicule du parc automobile luxembourgeois. La grande majorité des véhicules à moteur doivent en posséder une pour rouler sur les voies publiques.

## Histoire
Initialement, les plaques luxembourgeoises étaient blanches sur fond noir mais à partir du 1er janvier 1972, de nouvelles plaques réfléchissantes à caractères noir sur fond jaune à l'arrière et blanc à l'avant sont introduites afin d'augmenter leur visibilité nocturne. Elles sont rendues obligatoires le 1er janvier 1974 avec une différences : les plaques avant sont elles aussi sur fond jaune, probablement pour des questions de visibilité accrue.
Le format et la structure des plaques a évolué plusieurs fois par la suite : Le 1er janvier 1988, le drapeau européen apparait à l'arrière sauf sur les deux roues.
Le 1er juillet 2003, le format actuel est introduit, conservant les caractères noirs sur fond jaune : Eurobande bleue avec les 12 étoiles européennes et lettre L à gauche puis les 6 caractères (rendant inutile l'apposition de l'autocollant « L »), débutant par deux lettres suivies de 4 chiffres (AB1234). Elles remplacent les anciennes plaques à 5 caractères aux formats AB123 ou A1234. D'autres formats ont été utilisés par le passé : 3 chiffres (123) ou 2 chiffres et 2 lettres (12AB).
En 2023, une réforme est introduite pour transférer la propriété de la plaque au propriétaire et non plus au véhicule. En effet jusqu'à cette date, les plaques de la série régulière étaient liées au véhicule contrairement aux plaques personnalisées liées au propriétaire.
Fin 2024, le gouvernement annonce l'introduction de plaques entièrement personnalisables.

## Caractéristiques des plaques d'immatriculation

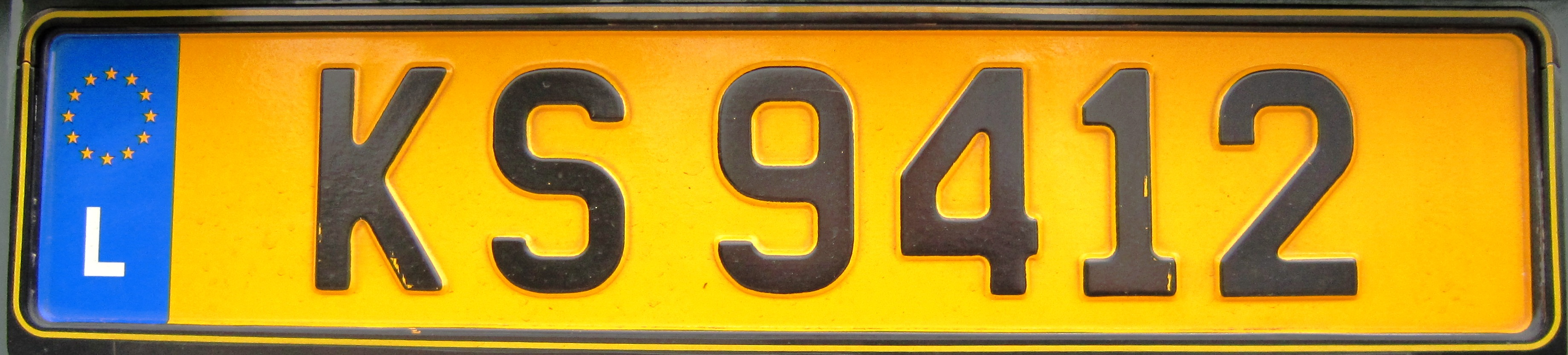
Plaque d'immatriculation luxembourgeoise de la série courante

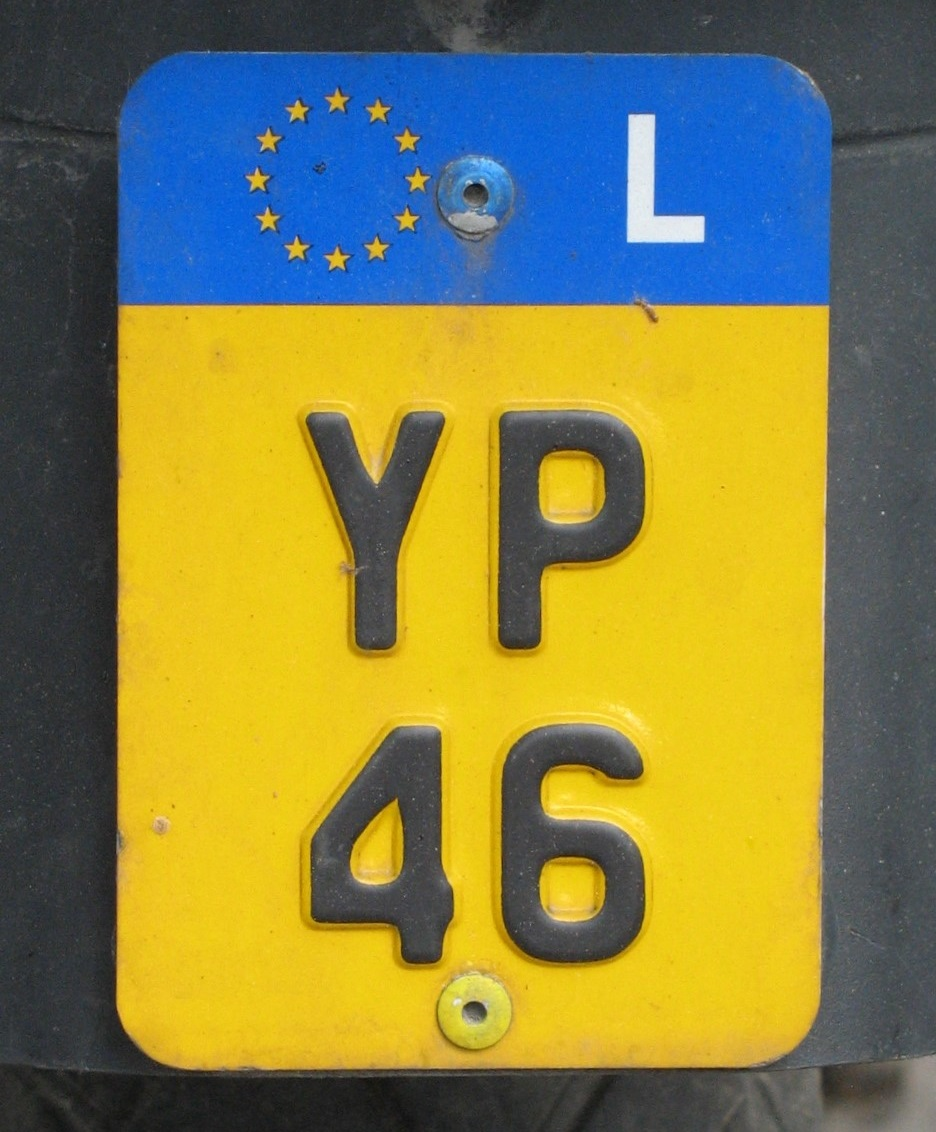
Plaque d'immatriculation d'un cyclomoteur.

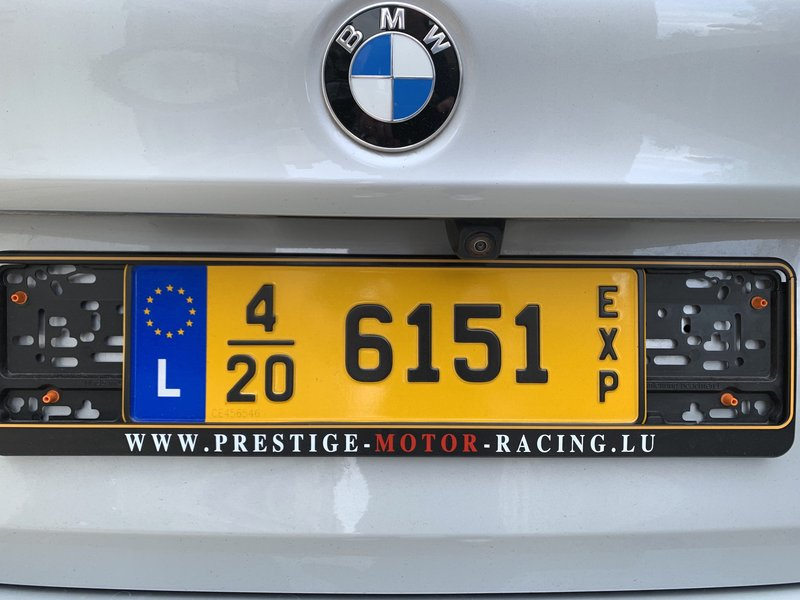
Plaque d'export.

Chaque véhicule soumis à l'immatriculation doit à l'avant et à l’arrière être muni d'une plaque d'immatriculation. Pour les motocycles, tricycles, cyclomoteurs, quadricycles légers, remorques et les véhicules trainés, la plaque à l'avant n’est pas requise.
Le numéro d'immatriculation est attribué par le Ministère des Transports. Ce numéro d'immatriculation est apposé soit sur des plaques ordinaires sur fond jaune, soit sur des plaques spéciales dites « plaques rouges ». Les véhicules immatriculés avant le 1er janvier 1974 peuvent toujours être équipés de plaques à caractères blanc sur fond noir.
Les dimensions des différentes plaques sont définies comme suit :
|                          | Véhicule routier | Motocycle | Cyclomoteur | Véhicule à exporter |
| ------------------------ | ---------------- | --------- | ----------- | ------------------- |
| Variante 1 (l x h) en mm | 520 x 110        | 270 x 80  | 130 x 90    | 340 x 110           |
| Variante 2 (l x h) en mm | 340 x 200        | 200 x 140 | 90 x 130    |                     |

Les véhicules immatriculés avant le 1er janvier 1988 peuvent continuer à disposer de plaques au format 340 x 110 ou 240 x 200 m pour les motos. Pour ces dernières immatriculées entre 1988 et 2003, le format reste inchangé.
L’épaisseur de la plaque doit être au moins de 1 mm et au plus de 1,5 mm.
À l’extrémité gauche de chaque plaque d'immatriculation et de chaque plaque rouge se trouve l'Eurobande (de couleur bleue avec les douze étoiles jaunes) apposée de la lettre "L". Le fond des plaques d'immatriculation est de couleur jaune rétroréfléchissante et les caractères sont de couleur noire non rétroréfléchissante. Les caractères alphanumériques doivent être en relief de 1,5 mm au moins ; ceci ne s’applique cependant pas aux cyclomoteurs et aux quadricycles légers.

## Caractéristiques des numéros d'immatriculation
Depuis 2023, un numéro d'immatriculation n'est plus attribué au véhicule mais au propriétaire comme c'était déjà le cas pour les plaques personnalisées. En dehors des séries spéciales de numéros et des numéros d'immatriculation personnalisés, le numéro d'immatriculation attribué est le premier numéro disponible dans la série courante.
Les numéros d'immatriculation de la série courante comportent six positions alphanumériques : deux lettres et quatre chiffres.
Les séries de numéros qui impliquent les combinaisons de lettres  AA (réservées à l'État), CD (réservées au Corps diplomatique), HJ, KK, KZ, PD, SA, SS, WC et ZZ ainsi que les lettres I ou O ne sont pas utilisées.

## Séries spéciales de numéros d'immatriculation

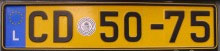
Plaque d'immatriculation luxembourgeoise du Corps diplomatique

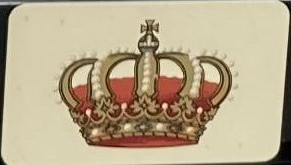
Plaque dotée d'une illustration de couronne, dont les véhicules officiels du Grand-Duc ont l'usage exclusif

Des séries spéciales de numéros sont réservées pour l'immatriculation de certaines catégories de véhicules ainsi que pour l'immatriculation de véhicules affectés à un usage particulier:
| Catégorie                 | Numéros           |
| ------------------------- | ----------------- |
| Cour Grand-Ducale         | 1 – 19            |
|                           | CD 1 – CD 19      |
| Garage du Gouvernement    | 20 – 50           |
|                           | CD 20 – CD 50     |
| Corps diplomatique        | CD 1000 – CD 9999 |
| Chambre des députés       | P 1 – P 99        |
| Administrations de l’État | AA 1000 – AA 9999 |
| Véhicules à usage limité  | LA 1983           |

Le numéro à quatre chiffres du Corps diplomatique est divisé par un tiret en deux groupes à deux chiffres, le premier groupe désignant l'organisme diplomatique ou l'organisme international officiel, le deuxième groupe formant un numéro courant.

## Numéros d'immatriculation personnalisés

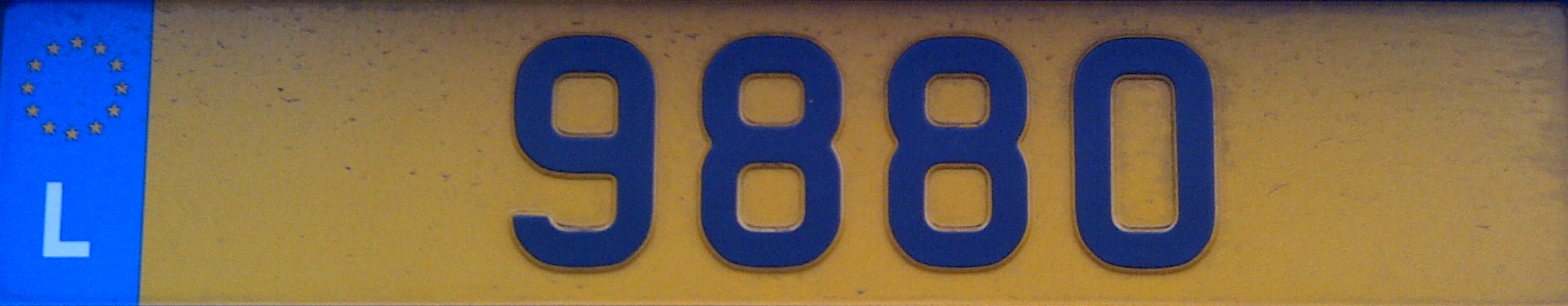
Numéro d'immatriculation personnalisé (4 chiffres)

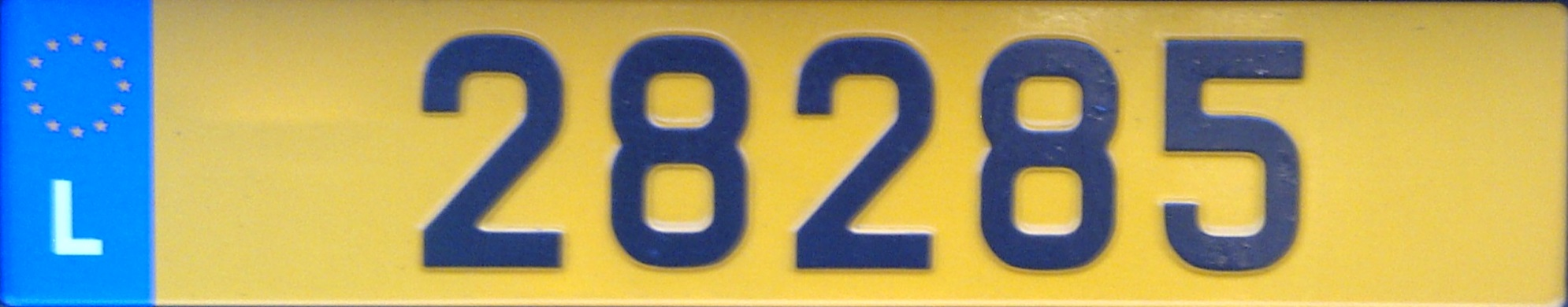
Numéro d'immatriculation personnalisé (5 chiffres)

Le propriétaire d'un véhicule peut demander pour l'immatriculation de son véhicule l'octroi d'un numéro d'immatriculation personnalisé repris soit de la série courante, soit d'une des séries suivantes :
- la série à quatre chiffres compris entre 1000 et 9999 ;
- la série à cinq chiffres compris entre 10000 et 99999.

Jusqu'en 2023, les numéros à quatre chiffres, très prisés et quasiment tous utilisés, faisaient l'objet d'une liste d'attente qui a été supprimée en raison de sa gestion complexe.
L'octroi d'un numéro d'immatriculation personnalisé est sujet au paiement d’une taxe de 50 euros en cas de premier octroi et de 24 euros en cas de transfert d'un numéro sur un autre véhicule du propriétaire.

## Plaques rouges

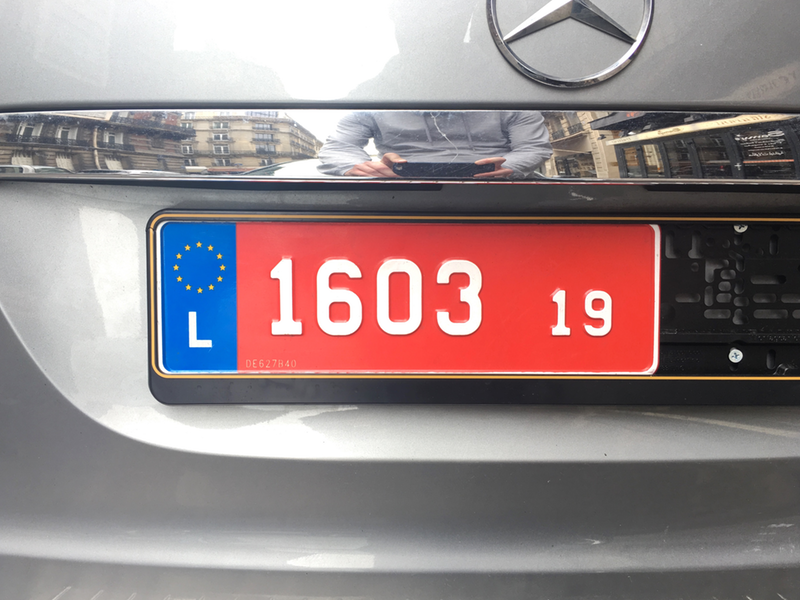
Une « plaque rouge ».

Des « plaques rouges » sont attribuées aux organismes chargés du contrôle technique et aux personnes physiques ou morales autorisées à faire le commerce ou les réparations de véhicules routiers ou au futur propriétaire du véhicule. Valables 15 jours ouvrés, elle permettent aussi de circuler en Belgique et aux Pays-Bas pour effectuer certains trajets comme du lieu d'achat au lieu d'immatriculation ou vers un garage pour y effectuer des réparations.

## Fixation de la plaque d’immatriculation
Les plaques d'immatriculation doivent être fixées à l'extérieur du véhicule aussi verticalement que possible et de façon à assurer en toutes circonstances la lisibilité du numéro d'immatriculation.
Sauf exceptions, la fixation de la plaque d'immatriculation arrière d'un véhicule doit se faire moyennant des dispositifs ne nécessitant aucune perforation des plaques.

## Véhicules de l'Armée
Les véhicules de l'Armée qui ne sont pas soumis à l'immatriculation sont munis de plaques portant des lettres et des chiffres de couleur blanche sur fond noir.  Les numéros d'immatriculation de ces véhicules sont attribués par le Commandant de l'Armée.